# Skandal (film 1944)
Skandal (szw. Hets) – szwedzki dramat filmowy z 1944 roku w reżyserii Alfa Sjöberga. Scenariusz napisał Ingmar Bergman, który pracował na planie również w charakterze asystenta reżysera. Zdjęcia kręcono w Sztokholmie. Obraz wyróżniono zbiorową główną nagrodą na pierwszym w historii Festiwalu Filmowym w Cannes w 1946 roku.

## Opis fabuły
Film jest śmiałym rozliczeniem twórców z pokoleniem przedwojennym oraz z totalitaryzmem. Akcja osadzona jest głównie w szkole średniej. Wątek szkolny opisuje problemy ucznia Jana-Erika terroryzowanego przez despotycznego nauczyciela łaciny o przezwisku „Kaligula”. Nauczyciel, wzorowany na Heinrichu Himmlerze, symbolizuje totalitarny system represji, w którym uczniowie są jego ofiarami. 
Na scenariusz, którego autorem był 24-letni wówczas Ingmar Bergman (był to jego pierwszy zekranizowany tekst), składa się poza tym również wątek miłosny z dziewczyną o wątpliwej proweniencji oraz problem socjalizacji młodego człowieka. Obraz, poza walorami czysto fabularnymi, wyróżnia się bogatym tłem psychologicznym oraz ekspresjonistycznymi ujęciami. W pierwszych latach powojennych był najpopularniejszym filmem szwedzkim, czego wyrazem była nagroda na pierwszym Festiwalu Filmowym w Cannes.

## Obsada
- Stig Järrel – „Kaligula”
- Alf Kjellin – Jan-Erik Widgren
- Mai Zetterling – Bertha Olsson
- Gösta Cederlund – „Pippi”
- Hugo Björne – doktor
- Olav Riégo – ojciec Jan-Erika
- Märta Arbin – matka Jan-Erika
- Jan Molander – Pettersson
- Ingmar Bergman – głos w radiu
- Gunnar Björnstrand – nauczyciel
- Olof Winnerstrand – dyrektor
- Stig Olin – Sandman[4]